# Brachyistius aletes
Brachyistius aletes és una espècie de peix pertanyent a la família dels embiotòcids.

## Hàbitat
És un peix marí, demersal i de clima tropical.

## Distribució geogràfica
Es troba al Pacífic oriental: la Baixa Califòrnia (Mèxic).

## Observacions
És inofensiu per als humans.